# Gammel Skivehus
Gammel Skivehus er en tidligere herregård, nu hotel, beliggende i købstaden Skive i Skive Kommune.
Gårdens forgænger, Skivehus Slot, tilhørte i middelalderen kongen og nævnes første gang i kong Valdemars Jordebog, hvor den betegnes "Skhiuægarthæ" ("Skivegård"). I 1407 omtales den som "Slot og fæste Skyvæ", hvilket tyder på at Skivehus var befæstet. Af omtalen i 1407 fremgik det, at der var et kongeligt birketing på stedet, og at lensmanden hed Johannes Skarpenberg. I januar 1443 besøgte kong Christoffer Skivehus, hvor han 22. januar bekræftede byen Skives købstadsrettigheder. Skivehus hørte under kronen indtil 1661, hvor den blev overdraget til arvingerne efter rigsadmiralen Ove Gjedde, som erstatning for de skånske godser, som var overgået til den svenske krone som betaling for Bornholm, det såkaldte (bornholmske vederlagsgods. I det følgende århundreder skiftede gården ofte ejer.

## Hotel
I 1928 blev gården overtaget af Jens P. Jensen og indrettet til missionshotel.
I dag drives hotellet under navnet Hotel Gl. Skivehus som del af hotelkæden Best Western. Gl. Skivehus er siden 1928 blevet drevet af familien Nygaard Jensen gennem tre generationer, hvor Niels Nygaard i en kort periode fungerede som direktør.

## Ejere af Gammmel Skivehus
- (ca. 1231-1661) Kronen
- (1655-1656) Erik Krag
- (1661-1667) Christian og Frederik Eiler Gjedde
- (1667-1693) Christian Gjedde (eneejer)
- (1693-1698) Verner Parsberg
- (1698) Christiane Barbara Rantzau
- (1698-1719) Verner Parsberg (ægtemand)
- (1719-1730) Johan Parsberg (søn)
- (1730-1735) Johans Parsbergs dødsbo
- (1735-1750) Claus Reventlow
- (1750-1773) Werner Rosenkrantz
- (1773-1791) Peder Lund
- (1791-?) Christian Lange
- (?-1803) Axel Rosenkrantz de Lasson
- (1803-19) Frederik Rubeck Christian Bülow
- (?-?) Ukendte ejere
- (?-1846) Maren Qvistgaard
- (1846-1871) Johan Christian Spliid
- (1871-1892) Mette Ebbensgaard
- (1892-1897) Henrik Sporon
- (1897-1923) Frank Fawkner
- (1923-1924) Marinus Jensen
- (1924-1928) Albert Dige
- (1928-) Familien Jensen